# مغزلية دواعم الضرس
مغزلية دواعم الضرس (الاسم العلمي: Fusobacterium periodonticum) هي نوع من البكتيريا يتبع جنس المغزلية من الفصيلة المغزلية.